# Gabriele Wülker
Gabriele Wülker, född 1911, död 2001, var en tysk politiker.
Hon var statssekreterare för sociala frågor 1957-1959. 